# Breaking Free
Breaking Free è una delle canzoni cantate nel film Disney per la televisione High School Musical. È anche apparsa nell'omonima colonna sonora. È cantata da Drew Seeley, Zac Efron e Vanessa Anne Hudgens. È stata pubblicata come singolo il 28 settembre 2006. È stata la canzone di maggior successo in High School Musical nel Regno Unito, piazzandosi al 9º posto nella classifica dei singoli.
La canzone è cantata al culmine del film quando i protagonisti Troy e Gabriella partecipano alla gara di canto davanti a tutto il corpo studentesco.

## Classifiche
| Classifica (2006) | Posizione più alta |
| ----------------- | ------------------ |
| Australia         | 13                 |
| Germania          | 46                 |
| Irlanda           | 17                 |
| Nuova Zelanda     | 4                  |
| Paesi Bassi       | 36                 |
| Regno Unito       | 9                  |
| Stati Uniti       | 4                  |

## Video musicale
Il videoclip di questo brano è stato un clip dal film/musical High School Musical. I canali musicali tedeschi hanno messo in onda il video come un normale video musicale di rotazione. Tuttavia, la versione remix del video verrà pubblicata nell'High School Musical Remix Edition DVD.

## Adattamento in italiano
Esiste una versione italiana di Breaking Free chiamata Se provi a volare, la quale è musicata e cantata da Luca Dirisio. La canzone è stata inserita nella Disney Channel Hits compilation, estratta come terzo singolo dall'album La vita è strana, entrato nelle stazioni radiofoniche il 28 settembre 2006 e pubblicato l'8 dicembre successivo.
Altro adattamento della canzone in italiano è Senza più limiti, cantato da Nicola Gargaglia e Gabriella Scalise, prodotto esclusivamente per l'edizione italiana del videogioco High School Musical: Sing It!. Nello stesso gioco è presente come extra anche Se provi a volare, benché sia stata rinominata erroneamente Senza più limiti confondendola con quella nel gioco.

### Classifiche
| Classifica (2006) | Posizione massima |
| ----------------- | ----------------- |
| Bielorussia       | 40                |
| Italia            | 37                |

## Tracce

### Versione US/UK/Irlanda/Australia
1. Breaking Free
2. Start of Something New
3. Bop to the Top

### Versione Italia
1. Breaking Free
2. Start of Something New
3. Luca Dirisio – Se provi a volare

### Versione Messico
1. Belanova – Eres Tú

### Versione Spagna
1. Breaking Free
2. Start of Something New
3. Breaking Free (Lover Dub)

### Versione Portogallo
1. Breaking Free
2. Ludov – O Que Eu Procurava
3. Só Tem Que Tentar

### Versione Francia
1. Breaking Free

### Versione Germania
1. Breaking Free
2. Breaking Free (strumentale)
3. Breaking Free (Remix)
4. Breaking Free

### Versione Asia
1. Vince Chong, Nikki Gil e Alicia Pan – Breaking Free

### Remix
1. Breaking Free
2. Breaking Free (DT Radio Edit)
3. Breaking Free (Remix Edit)
4. Breaking Free (Von Doom Mixshow)
5. Breaking Free (Frishca & Lamboy Remix)
6. Breaking Free (Lover Dub)

### Versione Cina
1. Breaking Free